# Sèrie Radeon 400
La sèrie Radeon 400 és una sèrie de processadors gràfics desenvolupats per AMD. Aquestes targetes van ser les primeres a comptar amb les GPU Polaris, utilitzant el nou procés de fabricació FinFET de 14 nm, desenvolupat per Samsung Electronics i amb llicència de GlobalFoundries. La família Polaris inicialment incloïa dos nous xips a la família Graphics Core Next (GCN) (Polaris 11 i Polaris 12). Polaris implementa la quarta generació del conjunt d'instruccions Graphics Core Next i comparteix aspectes comuns amb les microarquitectures GCN anteriors.

## Terminologia
The RX prefix is used for cards that offer over 1.5 teraflops of performance and 80 GB/s of memory throughput (with memory compression), and achieve at least 60 FPS at 1080p in popular games such as Dota 2 and League of Legends. Otherwise, it will be omitted. Like previous generations, the first numeral in the number refers to the generation (4 in this case) and the second numeral in the number refers to the tier of the card, of which there are six. Tier 4, the weakest tier in the 400 series, will lack the RX prefix and feature a 64-bit memory bus. Tiers 5 and 6 will have both RX prefixed and non-RX prefixed cards, indicating that while they will both feature a 128-bit memory bus and be targeted at 1080p gaming, the latter will fall short 1.5 teraflops of performance. Tiers 7 and 8 will each have a 256-bit memory bus and will be marketed as 1440p cards. The highest tier, tier 9, will feature a memory bus greater than 256-bit and shall be aimed at 4K gaming. Finally, the third numeral will indicate whether the card is in its first or second revision with either a 0 or 5, respectively. Therefore, for example, the RX 460 indicates that it has at least 1.5 teraflops of performance, 100 GB/s of memory throughput, has a 128-bit memory bus and will be able to achieve 60 FPS in the previously mentioned games at 1080p.

### OpenCL (API)
OpenCL permet l'ús de GPU per a càlculs numèrics altament paral·lels accelera molts paquets de programari científic contra CPU fins a un factor 10 o 100 i més. OpenCL 1.0 a 1.2 són compatibles amb tots els xips amb arquitectures Terascale o GCN. OpenCL 2.0 és compatible amb GCN 2a generació. o superior. Qualsevol targeta compatible amb OpenCL 2.0 pot obtenir compatibilitat amb OpenCL 2.1 i 2.2 només amb una actualització del controlador.

### Vulkan (API)
L'API Vulkan 1.0 és compatible amb totes les targetes d'arquitectura GCN. Vulkan 1.2 requereix GCN 2a generació o superior amb els controladors Adrenalin 20.1 i Linux Mesa 20.0 i posteriors.

### Noves característiques
Aquesta sèrie es basa en l'arquitectura GCN de quarta generació. Inclou nous programadors de maquinari, un nou accelerador de descart primitiu, un nou controlador de pantalla i un UVD actualitzat que pot descodificar HEVC a resolucions de 4K a 60 fotogrames per segon amb 10 bits per canal de color. El 8 de desembre de 2016, AMD va llançar els controladors Crimson ReLive (versió 16.12.1), que fan que les GCN-GPU admetin acceleració de descodificació VP9 fins a 4K@60 Hz i agermanat amb suport per a Dolby Vision i HDR10.

## Xips

### Polaris
Polaris 10 inclou 2304 processadors de flux en 36 unitats de càlcul (CU) i admet fins a 8 GB de memòria GDDR5 en una interfície de memòria de 256 bits. La GPU substitueix el segment Tonga de gamma mitjana de la línia Radeon M300. Segons AMD, el seu objectiu principal amb el disseny de Polaris era l'eficiència energètica: el Polaris 10 estava previst inicialment per ser un xip de gamma mitjana, que es presentaria al RX 480, amb un TDP d'uns 110-135 W en comparació amb el seu predecessor R9 380 de 190 W TDP. Malgrat això, es preveu que el xip Polaris 10 executi els últims jocs de DirectX 12 "a una resolució de 1440p amb 60 fotogrames per segon estable".
Polaris 11, d'altra banda, succeirà la GPU "Curacao" que alimenta diverses targetes de gamma baixa i mitjana. Compta amb 1024 processadors de flux de 16 CU, juntament amb fins a 4 GB de memòria GDDR5 en una interfície de memòria de 128 bits. Polaris 11 té un TDP de 75 W.